# 駱駝騎兵

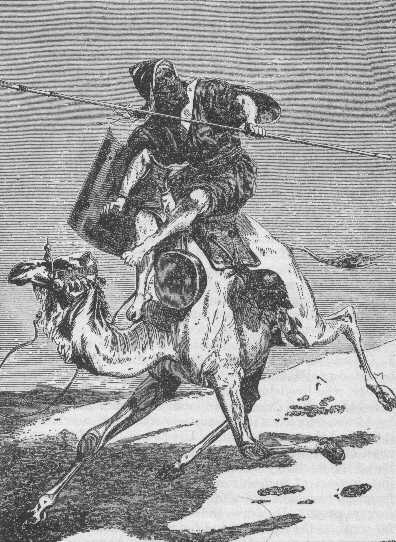
ムーア人駱駝騎兵

駱駝騎兵（らくだきへい）とは、騎兵の一種。通常の騎兵が馬に騎乗して戦闘を行うのに対し、ラクダ（駱駝）に騎乗して戦う点が特徴的である。

## 概要
駱駝騎兵の長所としては、他の騎兵の長所に付け加えて、灼熱の砂漠における移動を速く安全に行える点がある。次に駱駝の体臭を馬や象は苦手とするために敵の騎兵や戦象が混乱するという点もある(ただし、味方の騎兵や戦象の混乱を抑えるため、これらの厩舎を駱駝と隣同士にして馴らしておく必要がある)。また駱駝の背は馬よりもかなり高いためにその分、高い位置から攻撃を行えるという点がある。そのため細長い剣や槍が使用された。他にも駱駝は馬に比べてより重い重量の荷物に耐えられるため、二人乗りや物資の輸送も同時に行えるという点も長所である。
短所としては小回りが利かない上に、駱駝は比較的気性が荒い動物なので熟練した者でないと操れないという点、背が高いが故に一度駱駝から降りると再び騎乗することが困難なために竜騎兵のような運用が難しい点、乾燥地以外ではあまり役に立たない点などがある。

## 歴史
駱駝に騎乗した戦士の正確な起源は定かではない。というのも家畜化された時期は馬が紀元前4000年頃なのに対し、駱駝は紀元前2500年頃とずっと遅いが、馬とは違い品種改良する以前から現在の体格だった上に積載量も馬より優れていたため、騎乗してその上戦場を駆け回り戦うという発想は馬よりも早くに芽生えていたかもしれないからである。いずれにせよ、ニネヴェで発掘された紀元前7世紀のアッシリア王アッシュールバニパルの宮殿跡のレリーフからは、ウアイテに率いられたアラビア人が駱駝に騎乗してアッシリアの騎兵や歩兵と戦っている場面があり、少なくともこの頃からアラビアや西アジアにはそうした戦法が知られていた事がわかる。また、紀元前6世紀にもアケメネス朝ペルシアの将軍ハルパゴスがリュディア軍との会戦において駱駝に騎乗した騎兵を編成し、それが勝利に貢献している。
農耕による生産が望めない砂漠地帯、特にメソポタミアの時代からでも肥沃な三日月地帯から外れていたアラビアでは商業が生活の主軸であり大規模な隊商を組んで砂漠を何度も往復する事になるが、砂漠という過酷な環境ではその運搬する商品が生死に直結しておりそれを狙う略奪者も常に隊商を狙っており、隊商の方も防衛の為に日常的に武装して駱駝に騎乗し、強い戦士である事が望まれ両者は日々鍛えられていた。従って砂漠における隊商も略奪者も制度化された訓練を受けてなくとも優れた戦士であり、駱駝騎兵もこうした武装した隊商や略奪者が召集されるのが元となっており、駱駝騎兵という兵種を制度化して育成、運用することは余り成されることはなかった。
紀元後6～7世紀からサハラ砂漠の砂漠化の加速によって環境が変化し、それまで馬を主要な家畜としオリーブ栽培を主とする農耕も行っていた北アフリカ一帯の住民は生活様式のあり方を根本から変え、より砂漠に順応した生活様式を形成する事が課題となった。そこで農業中心から商業を中心とした生活様式へと移り、同時に大規模な隊商のために砂漠をより安全かつ迅速に移動できる駱駝をアラビアから持ち込み盛んに利用するようになった。こうした北アフリカの住民の中でも特に強大だったのがベルベル人の中でもトゥアレグ族でサハラ砂漠における通商はほぼ全て彼らが牛耳っていると言っても過言ではなかった。アラビアでの場合と同じくトゥアレグ族も駱駝を利用した砂漠での戦いに精通した戦士であり、欧米列強の植民地が進んだ18、19紀に至っても依然として北アフリカで力を揮っていた。また、現代に至っても中東及び北アフリカの諸国では砂漠地帯の警備などのために正規軍として駱駝騎兵が組織されることもあった。

## 軽装の駱駝騎兵
軽装の駱駝騎兵の長所は、その砂漠での機動力を生かしたゲリラ戦である。灼熱の砂漠の向こうから突然出現し、弓や投槍、銃によって奇襲を行い、敵の追撃が始まる前に追撃の困難な砂漠に逃げる。もしくはあえて追撃させて砂漠に敵をおびき出し、そこで壊滅させるといった戦法である。
これには前述したアッシリアと戦ったアラビアの駱駝騎兵がいるが、この場合はアッシリア側の多少の誇張もあるだろうが打ち負かされている。盾も持っていない腰布だけ付けたアラビア人は、二人一組でこれまた何も付けていない駱駝に騎乗していて、一人が騎手、もう一人は射手を担当しているが、兜と鎧を装備したアッシリアの騎兵に追いつかれ弓や槍によって仕留められている。
他にもローマと戦ったセレウコス朝シリアでも、また十字軍の遠征に対しても駱駝騎兵は戦っており、いずれの駱駝騎兵もその多くが砂漠での生活に長じたアラビア人がヒトコブラクダに騎乗した騎兵であり、彼らは重装備で機動力に劣るレギオンや騎士を砂漠での戦いで打ち破っている。ヒトコブラクダ以外にもフタコブラクダやこの2種を掛け合わせた種類のラクダも用いられた。
近代においてもヨーロッパ列強による植民地化に対して、北アフリカや西アジアの砂漠地帯の住民(ベドウィンやベルベル人)は駱駝に騎乗し、銃を装備しゲリラ戦を行っている。

## 重装の駱駝騎兵
重装の駱駝騎兵にはローマ帝国と戦ったパルミラの駱駝騎兵がおり、これは騎手とともに駱駝にも装甲を施したカタフラクトであったが、重装であるが故に機動性は大きく失われる。この場合は武器は槍や細長い剣が主であり、馬に騎乗した他のカタフラクトを援護する戦い方が主だった。こうしたパルミラのカタフラクトによる突撃は歩兵主体のレギオンを苦しめ、ローマ軍はこれへの対策としてまきびしを使用した。砂漠にあって目立たないまきびしはカタフラクト、特に足の裏の広いラクダには効果的であり、突撃による威力を大幅に削ぐことができた。

## その他の駱駝騎兵

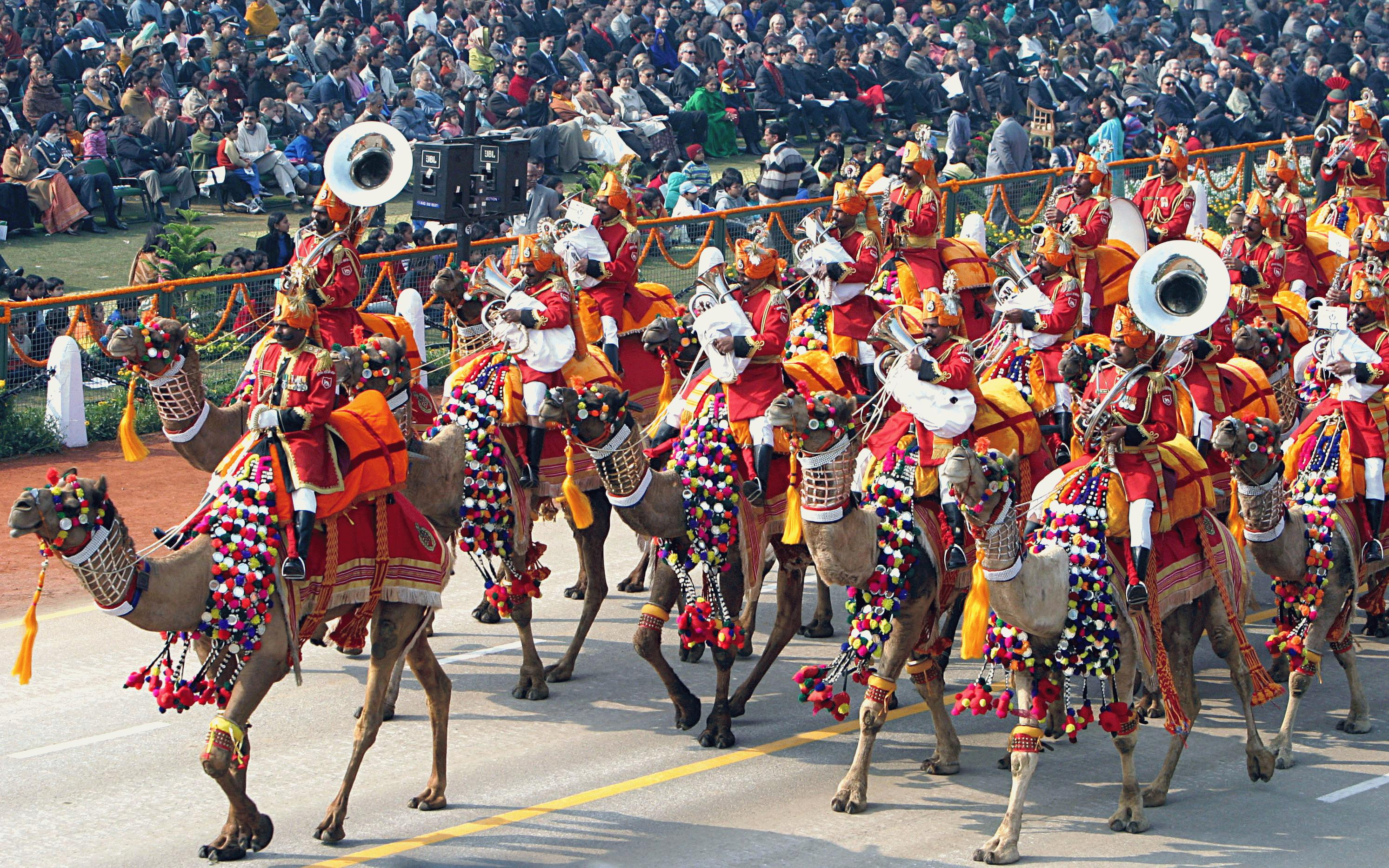
インド国境警備隊のラクダ軽装騎兵隊。 インド共和国記念日パレードにて

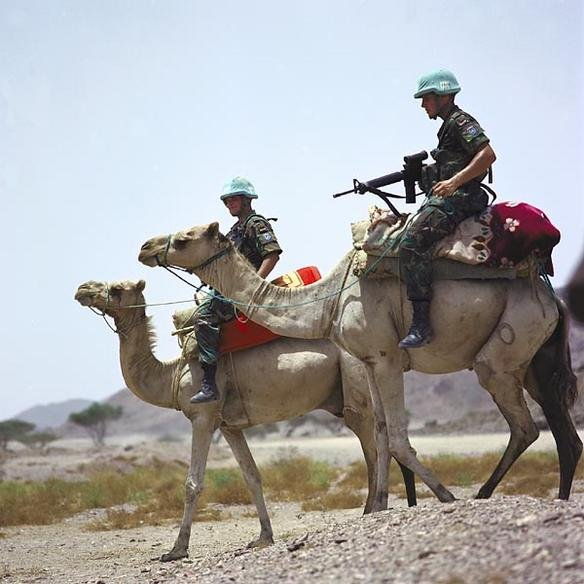
エリトリアで活動するPKFの隊員（2005年）

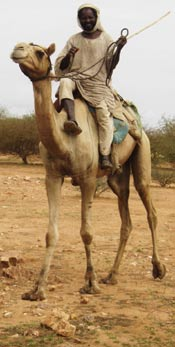
ラクダに乗ったジャンジャウィードの兵士

チンギス・ハーン、及びその後継者達の率いたモンゴル帝国の軍隊では、太鼓奏者は駱駝(この場合はユーラシア大陸であったためフタコブラクダ)に太鼓を乗せて騎乗で攻撃の指揮を伝えている。太鼓奏者が太鼓を打ち鳴らし合図を送ると弓騎兵達が一斉に火のついた矢を敵に放ち追撃した。
また、656年イスラム帝国4代目カリフのアリーとバスラで会戦したムハンマドの未亡人アーイシャはその際に戦場をよく見渡せるラクダに騎乗して軍隊を指揮したとされる。そのためこの戦いは「ラクダの戦い」とも呼ばれる。
近代以前のアラブ人は戦争の際はラクダ騎兵でなくとも裕福な者は1人に2頭、そうでない者でも3人に対して2頭のラクダを連れて戦場に赴いた。ラクダ以外にもロバや車も用いられはしたが地形の制約からラクダの使用が圧倒的だった。ラクダには単に戦闘に必要な装備を運ぶだけでなく、医者や負傷者を運ぶ役割もあり、多くの場合アラブ人は敵よりも速い行軍が可能であった。
駱駝騎兵は、自動車が発達した現代でも、砂漠地帯のパトロールなどに利用されている。